# Pygathrix
Pygathrix es un género de primates catarrinos de la familia Cercopithecidae conocidos vulgarmente como doucs. Incluye tres especies que viven en las selvas tropicales monzónicas del sudeste de Asia.

## Características
Estos monos del Viejo Mundo tienen una apariencia muy particular. Algunas de sus características básicas son: arco ciliar pronunciado, región entre los ojos ancha, fosas nasales profundas y anchas, huesos nasales ausentes o reducidos, rostro ancho y corto, brazos ligeramente más cortos que las piernas. El duc de piernas rojas tiene piernas color marrón brillante y manchas rojizas alrededor de los ojos. En contraste, el duc de piernas grises tiene un color menos vibrante y marcas naranjas en la cara. Ambos tienen cuerpos grises manchados, manos negras y patas y mejillas blancas, aunque el pelaje de las mejillas de los ducs de piernas rojas es mucho más largo. La tercera de las especies de ducs se caracteriza por sus piernas negras. La gran longitud de los miembros posteriores y de la cola permite a estos monos ser increíblemente ágiles en las copas de los árboles.

## Especies
El género Pygathrix incluye tres especies:
- Pygathrix nemaeus
- Pygathrix nigripes
- Pygathrix cinerea